# Thái Chiêu hầu
Sái Chiêu hầu (chữ Hán: 蔡昭侯; trị vì: 518 TCN-491 TCN), tên thật là Cơ Thân (姬申), là vị vua thứ 21 của nước Sái – chư hầu nhà Chu trong lịch sử Trung Quốc.

## Mắc nạn ở Sở
Sử sách chép khác nhau về thân thế của Sái Chiêu hầu. Theo Sử ký, ông là cháu nội của Sái Linh hầu - vua thứ 18 nước Sái và em của Sái Điệu hầu – vua thứ 20 nước Sái. Theo Tả truyện, ông là con của Sái Bình hầu - vua thứ 19 nước Sái.
Năm 519 TCN, Sái Điệu hầu mất, Cơ Thân lên ngôi, tức là Sái Chiêu hầu.
Năm 509 TCN, Sái Chiêu hầu sang triều kiến Sở Chiêu vương. Ông có một đôi ngọc bội và một đôi áo cầu rất đẹp, dâng cho Sở Chiêu vương mỗi thứ một chiếc, còn lại mình dùng. Trong tiệc, ông cùng vua Sở mặc áo cầu và đeo ngọc bội. Vua Sở còn nhỏ nên tướng quốc nước Sở là Nang Ngõa làm phụ chính. Nang Ngõa thấy Sái Chiêu hầu có đồ quý nổi lòng tham, muốn đòi áo và ngọc bội của ông, Sái Chiêu hầu không cho. Vì vậy Nang Ngõa bèn gièm pha với Sở Chiêu vương, giam lỏng ông ở lại nước Sở không cho về.
Vua nước Đường cũng đến triều kiến nước Sở, có đôi ngựa quý, cũng bị Nang Ngõa đòi, nhưng vua Đường từ chối. Nang Ngõa liền bắt giam vua nước Đường.
Năm 506 TCN, người nước Đường bàn nhau lấy ngựa quý dâng cho Nang Ngõa để xin cho vua Đường về. Nang Ngõa bằng lòng. Sái Chiêu hầu thấy vậy cũng đành hiến áo cầu và ngọc bội cho Nang Ngõa, ông mới được thả về nước sau 3 năm bị giam cầm.

## Báo thù nước Sở
Sái Chiêu hầu trở về nước, cho con sang nước Tấn làm con tin, đề nghị Tấn Định công đánh nước Sở để báo thù. Tấn Định công họp quân 13 nước chư hầu, và sai Tuân Dần và Sĩ Ưởng mang quân đánh Sở.
Tháng 3 năm 506 TCN, chư hầu họp tại Thiệu Lăng bàn đánh nước Sở. Nhưng hai tướng nước Tấn cũng muốn đòi tiền hối lộ của nước Sái, Sái Chiêu hầu từ chối. Vì vậy quân Tấn đóng một thời gian rồi từ tạ Sái Chiêu hầu về nước. Từ đó nước Tấn mất tín nhiệm của nước bá chủ với chư hầu.
Nước Sở bèn mang quân diệt nước Thẩm và vây nước Sái. Sái Chiêu hầu lo lắng, sai người đi cầu cứu nước Ngô – vốn là nước nhiều năm có chiến tranh với Sở. Vua Ngô Hạp Lư cùng Tôn Vũ và Ngũ Viên khởi đại quân đi đánh Sở để giúp Sái.
Tháng 11 năm đó, quân Ngô đại phá quân Sở. Tướng quốc Nang Ngõa bỏ trốn sang nước Trịnh. Sau đó quân Ngô thừa thắng, tấn công ồ ạt vào Sính đô của nước Sở. Sở Chiêu vương phải bỏ chạy. Tả Truyện coi việc Sái Chiêu hầu mượn quân Ngô báo thù nước Sở sau nhiều lần nước Sái bị nước Sở ức hiếp là lấy lại lẽ phải.
Cùng trong năm đó nước Sái bị đói kém, Lỗ Định công sai người chở gạo đến cứu đói cho nước Sái.

## Phải thiên đô và bị hại
Nước Ngô thắng nước Sở trở nên hùng mạnh. Sái trở thành thuộc quốc của Ngô. Năm 493 TCN, vua Ngô mới là Ngô Phù Sai sai tướng là Tiết Dung mang quân sang nước Sái, với danh nghĩa bàn việc sính lễ, rồi mang quân vào chiếm giữ kinh thành. Lúc đó Sái Chiêu hầu và người nước Sái mới biết là mưu kế của nước Ngô.
Tiết Dung chiếm giữ thành trì, ép Sái Chiêu hầu thiên đô sang đất Châu Lai (州來). Cho rằng việc đưa quân Ngô vào là lỗi của công tử Tứ, Sái Chiêu hầu thông báo với các đại phu rồi giết công tử Tứ. Mùa đông năm đó, ông gạt nước mắt mang lăng tẩm các vua nước Sái dời sang Châu Lai theo lệnh của nước Ngô.
Năm 491 TCN, Sái Chiêu hầu chuẩn bị sang triều kiến Ngô Phù Sai. Các đại phu sợ lần này đi lại bị nước Ngô ép dời đi lần nữa nên muốn ngăn cản, bèn cử Công Tôn Phiên đuổi theo. Công Tôn Phiên đuổi đến gần bắn một phát, trúng Sái Chiêu hầu. Sái Chiêu hầu bị thương, chạy vào một nhà dân, nhưng không qua khỏi và qua đời.
Văn Chi Giải cầm đầu những người trung thành với Sái Chiêu hầu xúm lại bắn chết Công Tôn Phiên. Người nước Sái đánh những đại phu phản Sái Chiêu hầu, đuổi Công Tôn Thìn chạy sang nước Ngô, giết Công Tôn Hu và Công Tôn Tính.
Sái Chiêu hầu ở ngôi được 28 năm. Người nước Sái lập con ông là Cơ Sóc lên nối ngôi, tức là Sái Thành hầu.